# Hemipus hirundinaceus
Hemipus hirundinaceus е вид птица от семейство Campephagidae.

## Разпространение
Видът е разпространен в Бруней, Индонезия, Малайзия, Мианмар и Тайланд.